# Катериновка (Васильковский район)
Катериновка (укр. Катеринівка) — село,
Богдановский сельский совет,
Васильковский район,
Днепропетровская область,
Украина.
Код КОАТУУ — 1220781102. Население по переписи 2001 года составляло 430 человек.

## Географическое положение
Село Катериновка находится между реками Волчья и Средняя Терса,
на расстоянии в 2 км от сёл Бабаково и Колоно-Николаевка.
По селу протекает пересыхающий ручей с запрудой.
Через село проходит автомобильная дорога Т-0401.

## История
Катериновку основано в XIX веке как собственническое село. В 1859 году был только один двор и 15 жителей. В 1913 году — 100 дворов и 762 жителя.

## Происхождение названия
Село названо именем владелицы села. На территории Украины — 46 населённых пунктов с названием Катериновка.

## Достопримечательности
- В селе установлен памятник погибшим солдатам Великой Отечественной войны «Мать с ребёнком на руках».

## Объекты социальной сферы
- Школа.
- Дом культуры.